# Ralph Baumheier
Ralph Baumheier (* 1962 in Essen) ist ein deutscher politischer Beamter (SPD). Seit Juli 2023 ist er Staatsrat bei der Senatorin für Bau, Mobilität und Stadtentwicklung der Freien Hansestadt Bremen.

## Leben
Baumheier studierte von 1981 bis 1986 Politik- und Verwaltungswissenschaft an der Universität Konstanz. Er schloss das Studium als Diplom-Verwaltungswissenschaftler ab. Anschließend leistete er Zivildienst. Von 1988 bis 1989 war er als wissenschaftlicher Mitarbeiter an der Universität Konstanz tätig. Von 1990 bis 1995 war er Referent und stellvertretender Referatsleiter im Bundesministerium für Raumordnung, Bauwesen und Städtebau. 1993 wurde er zum Dr. rer. soc. promoviert. Von 1995 bis 2012 war er als Referatsleiter für Raumordnung beim Bremer Senator für Stadtentwicklung  tätig. Von 2012 bis 2023 war er Abteilungsleiter für Koordinierung und Planung sowie stellvertretender Chef der Senatskanzlei Bremen.
Am 6. Juli 2023 wurde Baumheier zum Staatsrat in der Bremer Senatsverwaltung für Bau, Mobilität und Stadtentwicklung ernannt.
Baumheier ist verheiratet und hat drei Kinder.